# Командний чемпіонат Європи з легкоатлетичних багатоборств 2019
Командний чемпіонат Європи з легкоатлетичних багатоборств 2019 в межах Суперліги був проведений 6-7 липня в Луцьку на стадіоні «Авангард».
Ккомандні чемпіонати Європи з легкоатлетичних багатоборств у межах першої та другої ліг, що відбулись 5-6 липня, приймала Рібейра-Брава.
За регламентом змагань, кожна команда була представлена 4 чоловіками та 4 жінками. Місце кожної збірної у підсумковому заліку визначалось за сумою результатів 3 найкращих чоловіків та 3 найкращих жінок.
Склад збірної України для участі в чемпіонаті на чолі з Олексієм Касьяновим був затверджений рішенням виконавчого комітету ФЛАУ.
Цей чемпіонат став останнім в історії — проведення континентальних командних чемпіонатів з багатоборств після 2019 було припинено згідно з рішенням Конгресу Європейської легкоатлетичної асоціації.

## Суперліга

### Командна першість
Командну першість у Суперлізі виграла збірна Естонії.
| Місце | Команда         | Очки  |
| ----- | --------------- | ----- |
| 1     | Естонія         | 39959 |
| 2     | Білорусь        | 39560 |
| 3     | Велика Британія | 38433 |
| 4     | Україна         | 39220 |
| 5     | Іспанія         | 38977 |
| 6     | Франція         | 38905 |
| 7 ↓   | Швейцарія       | 35869 |
| 8 ↓   | Нідерланди      |       |

### Індивідуальна першість
| Місце | Атлет              | Очки    |
| ----- | ------------------ | ------- |
| 1     | Віталій Жук (BLR)  | 8237 SB |
| 2     | Майсел Уйбо (EST)  | 8181    |
| 3     | Хорхе Уренья (ESP) | 8073    |

| Місце | Атлетка                | Очки    |
| ----- | ---------------------- | ------- |
| 1     | Дарина Слобода (UKR)   | 6165 PB |
| 2     | Кеті Стейнтон (GBR)    | 6029 PB |
| 3     | Марійке Есселінк (NED) | 5905 PB |

## Перша ліга
Командну першість у першій лізі виграла збірна Чехії.
| Місце | Команда   | Очки  |
| ----- | --------- | ----- |
| 1 ↑   | Чехія     | 40519 |
| 2 ↑   | Фінляндія | 38212 |
| 3     | Польща    | 37319 |
| 4     | Італія    | 37130 |
| 5 ↓   | Швеція    | 36950 |
| 6 ↓   | Латвія    | 35057 |

## Друга ліга
Командну першість у другій лізі виграла збірна Бельгії.
| Місце | Команда   | Очки  |
| ----- | --------- | ----- |
| 1 ↑   | Бельгія   | 34604 |
| 2 ↑   | Ірландія  | 31524 |
| 3     | Данія     | 30630 |
| 4     | Румунія   | 30363 |
| 5     | Туреччина | 29334 |